# Гараманти
Гарамантите (на гръцки: Γαράμαντες) са древен народ от берберски произход, населявал северната част на Африка, или по-точно пустинята Сахара. Те се появяват там през 3-тото хилядолетие пр.н.е. и се установяват по крайбрежието на днешна Либия. Постепенно изтласкват местното чернокожо население на юг и налагат контрол над Сахара. Те са могъща цивилизация, технологически развита в периода 500 г. пр.н.е. – 500 г.
Много малко се знае за тях. Не е известно дори как са се наричали самите те. Името гараманти им е дадено от древните гърци и после възприето от древните римляни. те са завлядяни от римляните и окончателно асимилирани по-късно от арабите.
Народността се споменава и през 977 г., когато на пазара на роби в Фатимидски Египет е извършена продажба на жена от гарамантите срещу 25 динара.